# 3843 OISCA
أو آي أس سي أي (ويعرف أيضًا باسم 3843 أو آي أس سي أي وفق تسمية الكوكب الصغير) (بالإنجليزية: OISCA)‏ هو كويكب ضمن حزام الكويكبات؛ وترتيبه 3843 من حيث الاكتشاف.
اكتُشف هذا الجُرم الفلكي بواسطة Yoshiaki Oshima ‏ في 28 فبراير 1987.

## وصلات خارجية
- 3843 OISCA في قاعدة بيانات مختبر الدفع النفاث لأجرام النظام الشمسي الصغيرة

- الاكتشاف · مخطط المدار ·  العناصر المدارية · المعلمات المادية

- 3843 OISCA على موقع ويكي سكاي: DSS2, SDSS, GALEX, IRAS, Hydrogen α, X-Ray, Astrophoto, Sky Map, Articles and images